# Левочево
Лево́чево (болг. Левочево) — село в Смолянській області Болгарії. Входить до складу общини Смолян.

## Населення
За даними перепису населення 2011 року у селі проживали 119 осіб, з них 118 осіб (99,2%) — болгари.
Розподіл населення за віком у 2011 році:
Динаміка населення: